# Замок Гетчс
Замок Гетчс (англ. Hatch's Castle) — замок Хатч — один із замків Ірландії, розташований в графстві Лаут. Це один із двох замків розташованих в місті Арді. Замок побудований в XIV столітті, являє собою укріплений будинок, що були колись в кожному місті Ірландії. Замок має чотири поверхи, заокруглені кути, нерегулярну кладку, бійниці, головний зал, камін. На південному сході замку є гвинтові сходи, що йдуть до самого даху.
Замок побудований норманськими феодалами для захисту завойованих земель від непокірних ірландських кланів. Замок названий на честь родини, що володіла цим замком — родини Хатч, що отримала цей замок від Олівера Кромвеля. У ХІХ столітті замок був модернізований: пробиті великі вікна, добудовані димарі. Замок був пов'язаний підземним ходом з абатством Святої Марії.